# Yuxiang
Yuxiang (kinesiska: 榆厢, 榆厢乡) är en socken i Kina. Den ligger i provinsen Henan, i den centrala delen av landet, omkring 120 kilometer öster om provinshuvudstaden Zhengzhou.
Genomsnittlig årsnederbörd är 833 millimeter. Den regnigaste månaden är juli, med i genomsnitt 193 mm nederbörd, och den torraste är januari, med 4 mm nederbörd.